# Maresché
Maresché [maʁɛʃe] est une commune française, située dans le département de la Sarthe en région Pays de la Loire, peuplée de 879 habitants.
La commune fait partie de la province historique du Maine.

## Géographie
La commune est composée de deux agglomérations, le bourg de Maresché, où se trouve la mairie, et la Croix-Verte, un faubourg situé à deux kilomètres du bourg, dont il est séparé par la Sarthe. Commune limitrophe de Beaumont-sur-Sarthe.
| Beaumont-sur-Sarthe | Vivoin        |                  |
|                     | Maresché      | Lucé-sous-Ballon |
| Assé-le-Riboul      | Saint-Marceau | Teillé           |

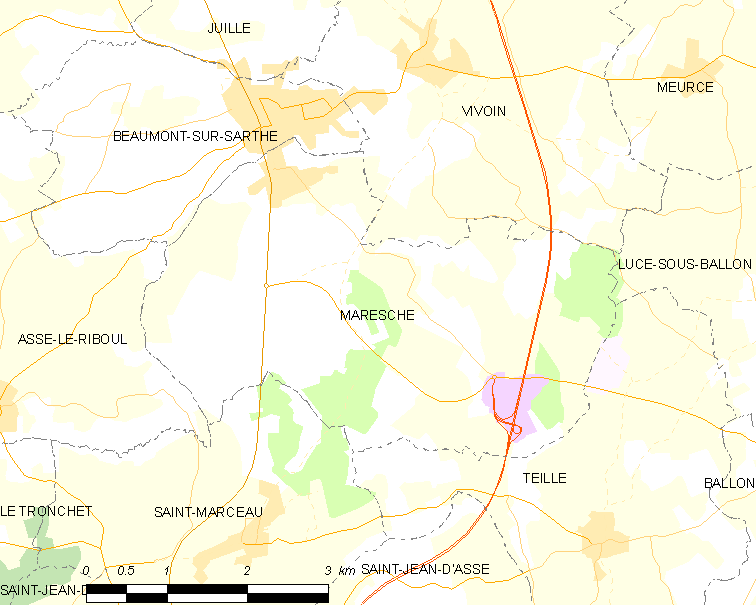
Carte de la commune.
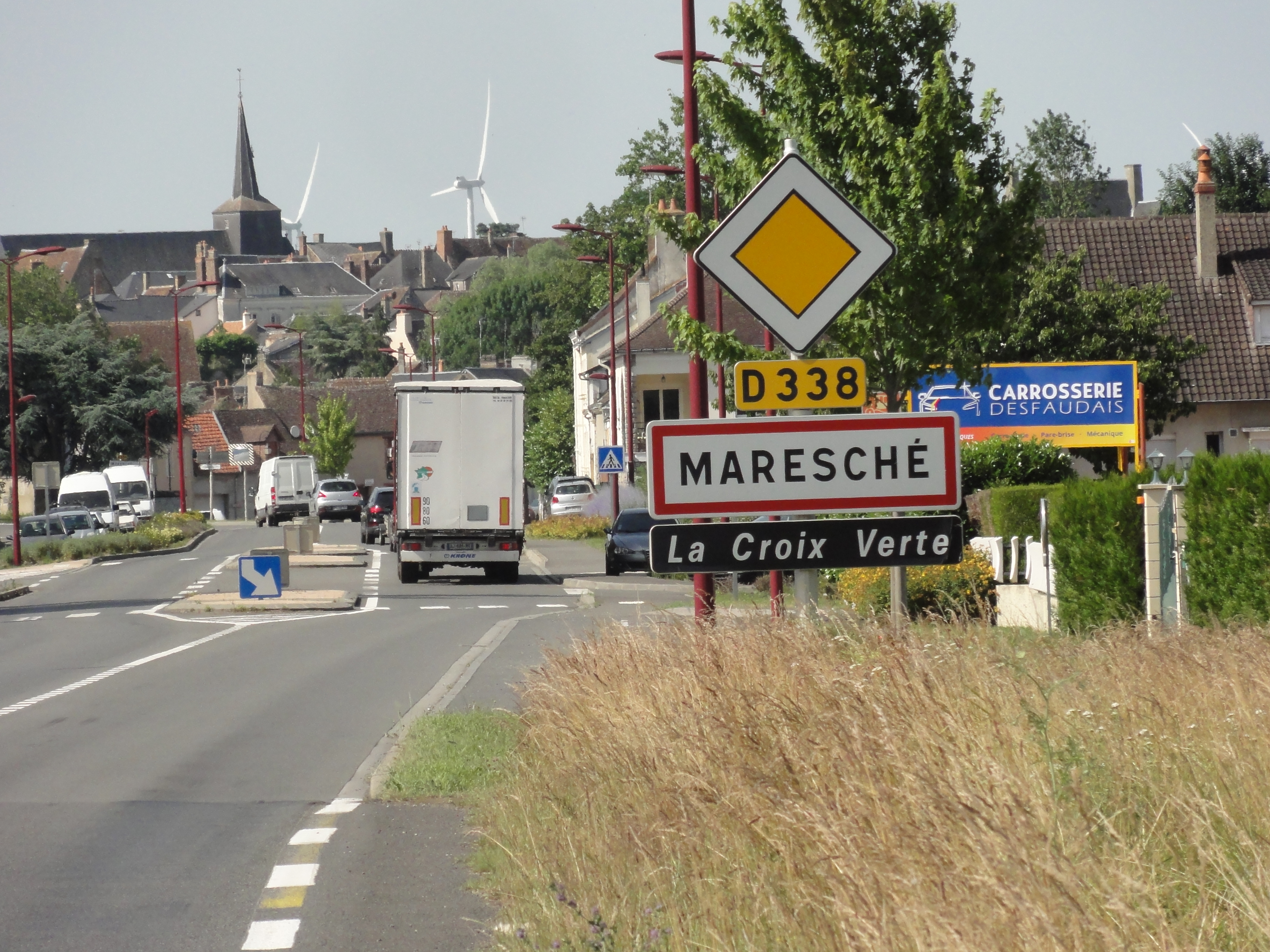
Entrée de La Croix-Verte, avec à l'arrière-plan la ville de Beaumont-sur-Sarthe.
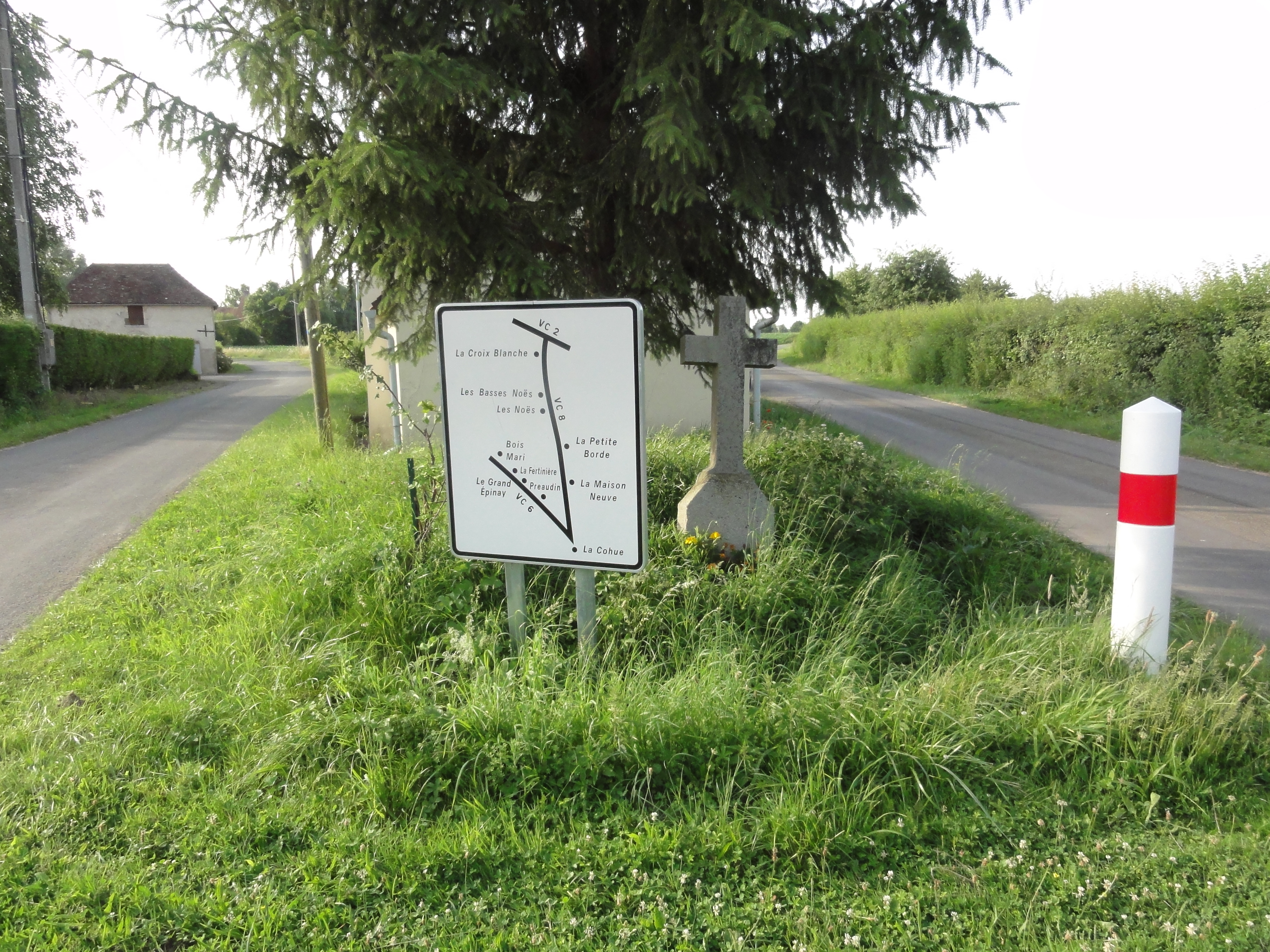
Croix au hameau La Cohue, avec un panneau indicateur de plusieurs lieux-dits de la commune.

### Climat
Pour des articles plus généraux, voir Climat des Pays de la Loire et Climat de la Sarthe.
En 2010, le climat de la commune est de type climat océanique dégradé des plaines du Centre et du Nord, selon une étude du CNRS s'appuyant sur une série de données couvrant la période 1971-2000. En 2020, Météo-France publie une typologie des climats de la France métropolitaine dans laquelle la commune est dans une zone de transition entre le climat océanique et le climat océanique altéré et est dans la région climatique  Moyenne vallée de la Loire, caractérisée par une bonne insolation (1 850 h/an) et un été peu pluvieux. 
Pour la période 1971-2000, la température annuelle moyenne est de 11 °C, avec une amplitude thermique annuelle de 13,9 °C. Le cumul annuel moyen de précipitations est de 690 mm, avec 11,6 jours de précipitations en janvier et 7,1 jours en juillet. Pour la période 1991-2020, la température moyenne annuelle observée sur la station météorologique de Météo-France la plus proche, « Saint Germain_sapc », sur la commune de Fresnay-sur-Sarthe à 12 km à vol d'oiseau, est de 11,9 °C et le cumul annuel moyen de précipitations est de 695,6 mm,. Pour l'avenir, les paramètres climatiques de la commune estimés pour 2050 selon différents scénarios d'émission de gaz à effet de serre sont consultables sur un site dédié publié par Météo-France en novembre 2022.

## Urbanisme

### Typologie
Au 1er janvier 2024, Maresché est catégorisée commune rurale à habitat dispersé, selon la nouvelle grille communale de densité à sept niveaux définie par l'Insee en 2022.
Elle est située hors unité urbaine. Par ailleurs la commune fait partie de l'aire d'attraction du Mans, dont elle est une commune de la couronne,. Cette aire, qui regroupe 144 communes, est catégorisée dans les aires de 200 000 à moins de 700 000 habitants,.

### Occupation des sols
L'occupation des sols de la commune, telle qu'elle ressort de la base de données européenne d’occupation biophysique des sols Corine Land Cover (CLC), est marquée par l'importance des territoires agricoles (82,2 % en 2018), une proportion sensiblement équivalente à celle de 1990 (82,6 %). La répartition détaillée en 2018 est la suivante : 
prairies (46,9 %), terres arables (35,3 %), forêts (12,5 %), zones industrielles ou commerciales et réseaux de communication (2,9 %), zones urbanisées (2,3 %), espaces verts artificialisés, non agricoles (0,1 %). L'évolution de l’occupation des sols de la commune et de ses infrastructures peut être observée sur les différentes représentations cartographiques du territoire : la carte de Cassini (XVIIIe siècle), la carte d'état-major (1820-1866) et les cartes ou photos aériennes de l'IGN pour la période actuelle (1950 à aujourd'hui).

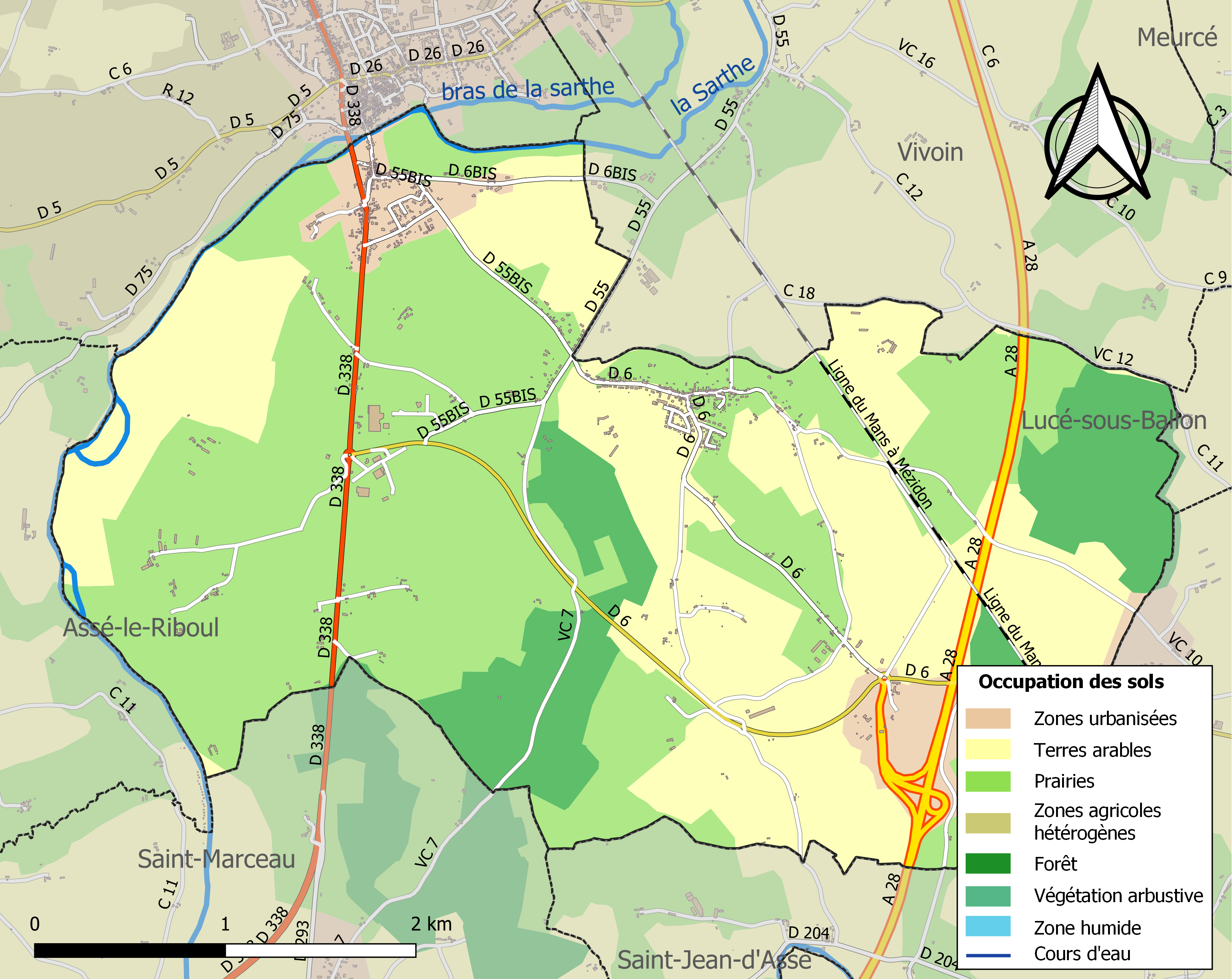
Carte des infrastructures et de l'occupation des sols de la commune en 2018 (CLC).

## Enseignement

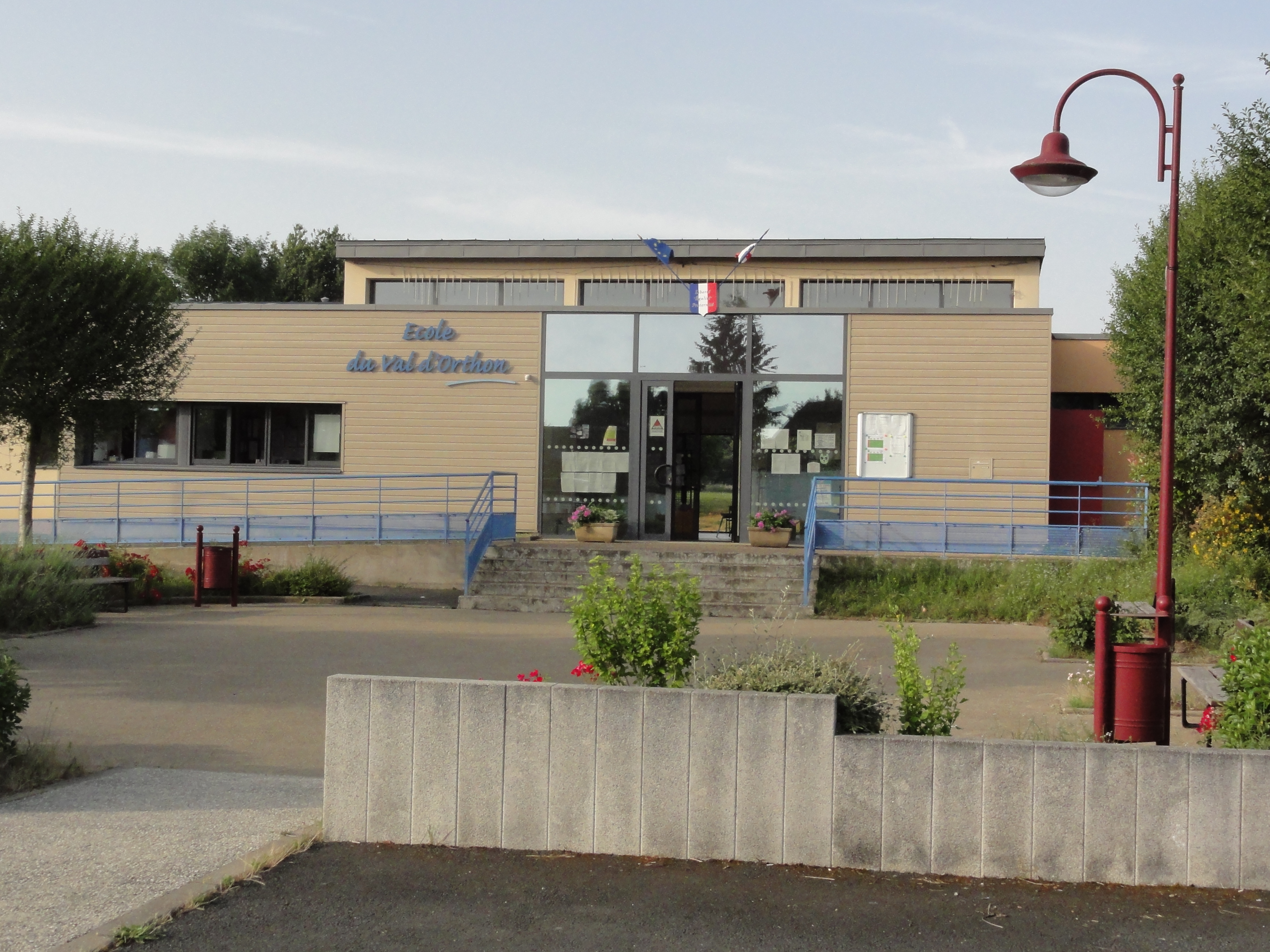
École du Val-d'Orthon.

## Toponymie
Le nom de la localité est attesté sous les formes Maresché (1050), Mareschai (1100), Marescheio (1097-1125), Marcheio (1687), Maréché (1793), Marêché (1801)[réf. nécessaire].
Le gentilé est Mareschéen.

## Héraldique
| Armes de Maresché | Les armoiries de Maresché se blasonnent ainsi : D'azur au manteau d'or posé sur le fil d'une épée en fasce d'argent, la garde à senestre d'or, le tout surmonté, à dextre, d'une fleur de lis du même et à senestre d'une tour d'or maçonnée, ouverte et ajourée de sable; à la plaine ondée d'argent. |

## Politique et administration
| Période                                  | Période   | Identité          | Étiquette | Qualité   |
| ---------------------------------------- | --------- | ----------------- | --------- | --------- |
| ?                                        | mars 2001 | Georges Feau      |           |           |
| mars 2001                                | mars 2014 | Micheline Gendron | SE        |           |
| mars 2014                                | En cours  | Armelle Reignier  | SE        | Retraitée |
| Les données manquantes sont à compléter. |           |                   |           |           |

## Démographie
L'évolution du nombre d'habitants est connue à travers les recensements de la population effectués dans la commune depuis 1793. Pour les communes de moins de 10 000 habitants, une enquête de recensement portant sur toute la population est réalisée tous les cinq ans, les populations de référence des années intermédiaires étant quant à elles estimées par interpolation ou extrapolation. Pour la commune, le premier recensement exhaustif entrant dans le cadre du nouveau dispositif a été réalisé en 2007.
En 2022, la commune comptait 879 habitants, en évolution de −1,68 % par rapport à 2016 (Sarthe : −0,25 %, France hors Mayotte : +2,11 %).
| 1793  | 1800  | 1806  | 1821  | 1831  | 1836  | 1841  | 1846  | 1851  |
| ----- | ----- | ----- | ----- | ----- | ----- | ----- | ----- | ----- |
| 1 067 | 1 199 | 1 141 | 1 143 | 1 338 | 1 326 | 1 246 | 1 203 | 1 210 |

| 1856  | 1861  | 1866  | 1872  | 1876  | 1881 | 1886 | 1891  | 1896  |
| ----- | ----- | ----- | ----- | ----- | ---- | ---- | ----- | ----- |
| 1 248 | 1 261 | 1 228 | 1 088 | 1 118 | 993  | 978  | 1 020 | 1 001 |

| 1901 | 1906  | 1911 | 1921 | 1926 | 1931 | 1936 | 1946 | 1954 |
| ---- | ----- | ---- | ---- | ---- | ---- | ---- | ---- | ---- |
| 977  | 1 005 | 968  | 850  | 804  | 725  | 717  | 772  | 775  |

| 1962 | 1968 | 1975 | 1982 | 1990 | 1999 | 2006 | 2007 | 2012 |
| ---- | ---- | ---- | ---- | ---- | ---- | ---- | ---- | ---- |
| 748  | 712  | 663  | 608  | 586  | 700  | 878  | 896  | 903  |

| 2017 | 2022 | - | - | - | - | - | - | - |
| ---- | ---- | - | - | - | - | - | - | - |
| 886  | 879  | - | - | - | - | - | - | - |

## Économie
Maresché comporte une zone d'activités de 32 hectares qui a été financé par le conseil général et quatre communautés de communes dont le Pays marollais. Malgré de lourds investissements[réf. nécessaire] et la proximité d'infrastructures routières et ferroviaires, la zone reste quasiment inoccupée.

## Vie culturelle et sportive
- Salle polyvalente.

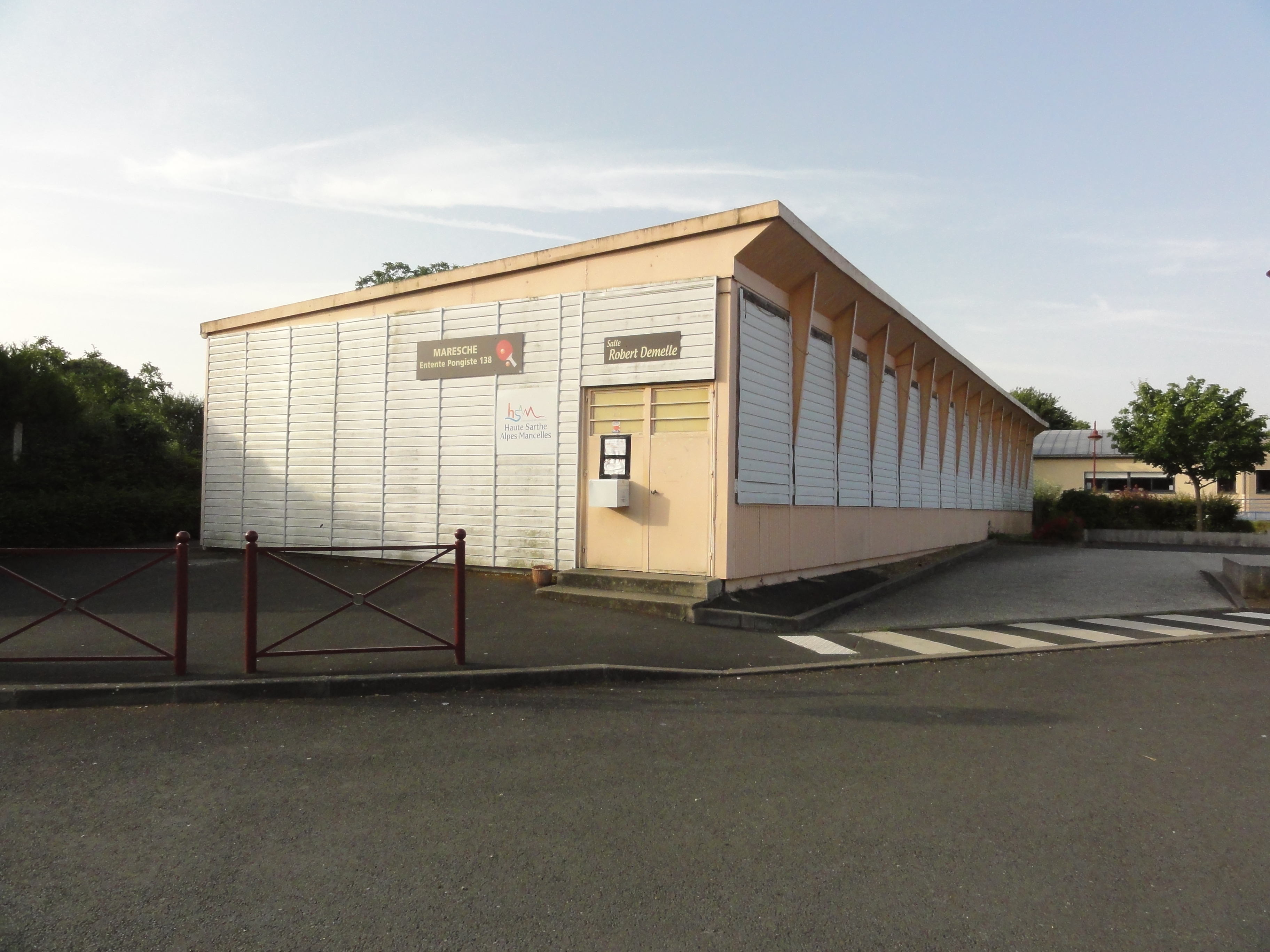
Salle Robert Demelle, de l'Entente pongiste 138.

- Salle Robert-Demelle, salle de tennis de table du Club Entente pongiste 138, qui porte le nom de l'enseignant Robert Demelle, fondateur du club.

## Lieux et monuments
- Église Saint-Martin.

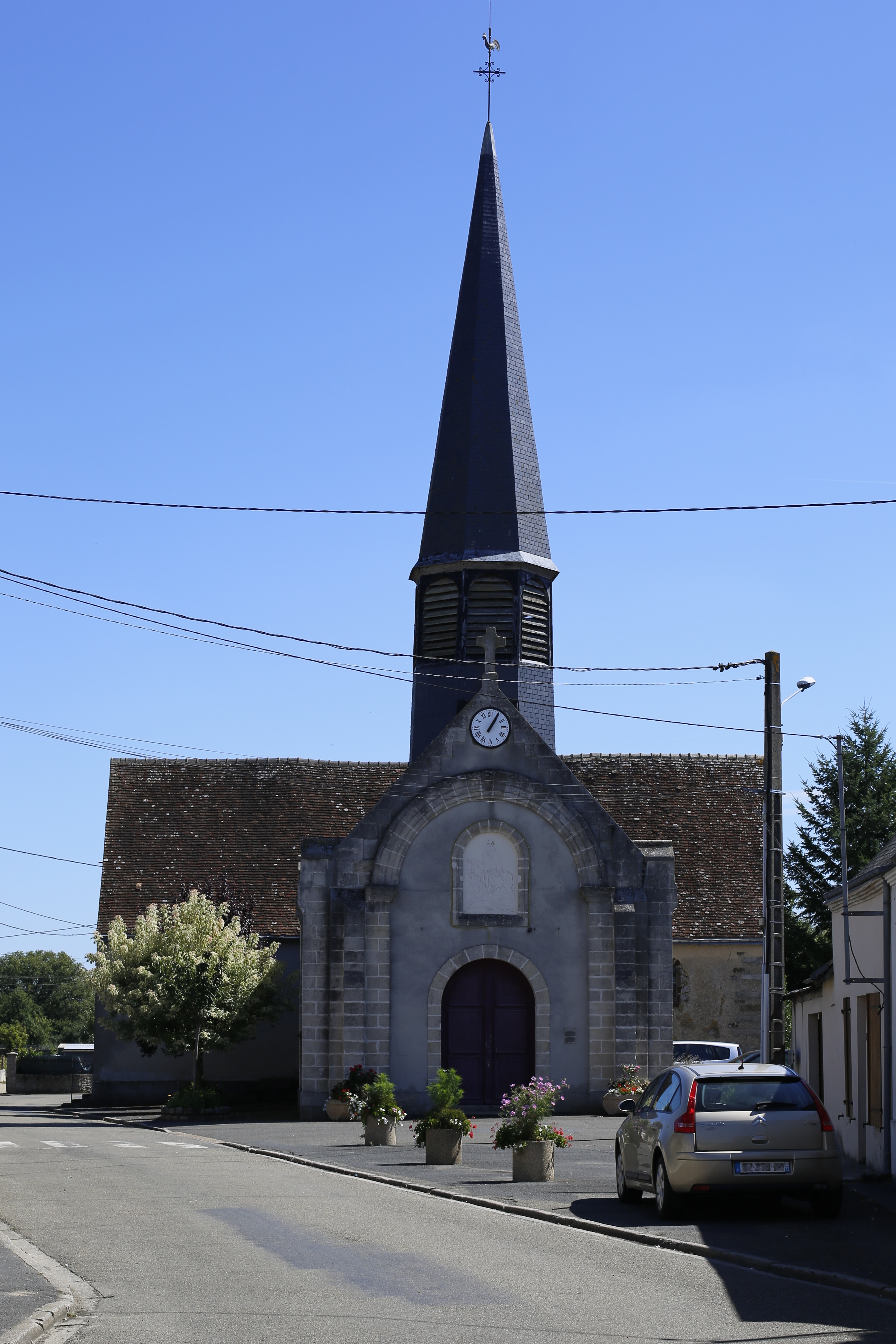
L'église Saint-Martin.

- Pont Roman sur la Sarthe, reliant Beaumont-sur-Sarthe à Maresché, inscrit au titre des monuments historiques en 1988[19].
- Manoir de la Bussonière, des XVe et XVIIIe siècles, inscrit au titre des monuments historiques en 1981[20].
- Le Colinet, maison de caractère, remarquable par son architecture, à la Croix-Verte auprès du pont roman. C'est dans cette maison, que, le 20 juin 1979, le banquier milliardaire Henri Lelièvre a été enlevé par le gangster français Jacques Mesrine[21].

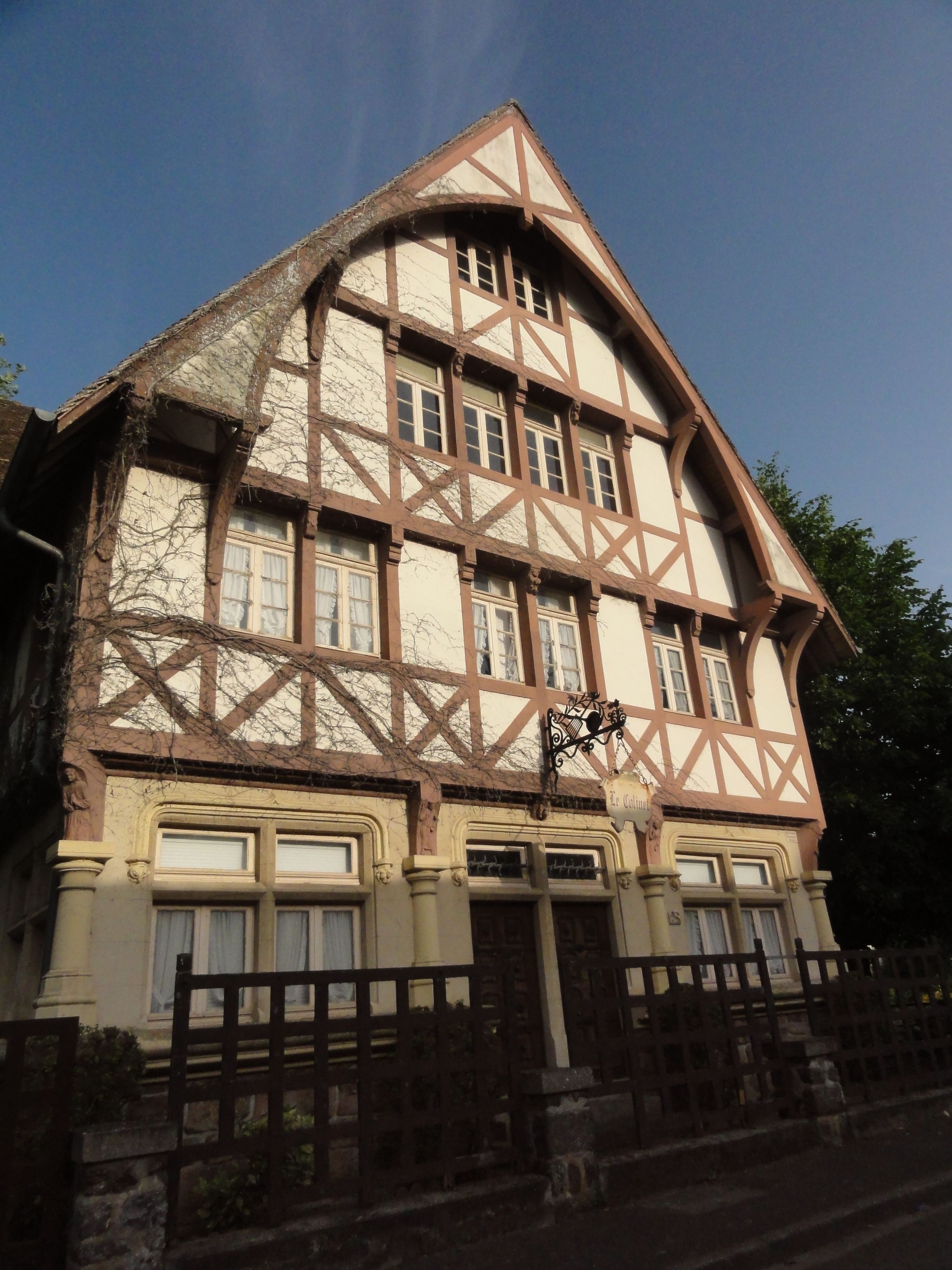
Maison Le Colinet en juin 2019.
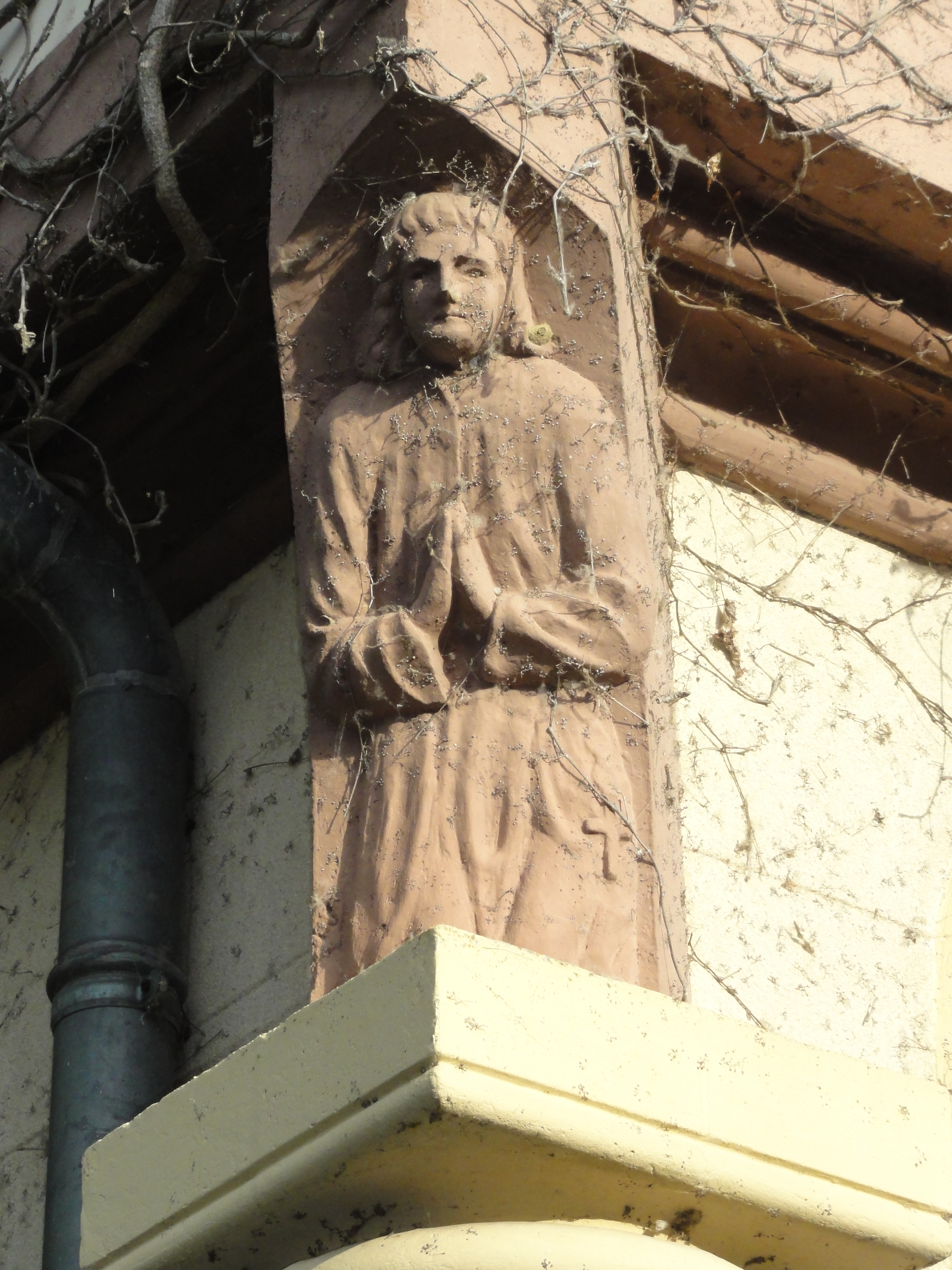
Sculpture de façade du Le Colinet.